# 周炅
周炅（513年—576年），字文昭，汝南安成人，南北朝南梁、南陳官員。
周炅的祖父周彊是南齊太子舍人、梁州刺史，父親周靈起則是南梁的通直散騎常侍、廬桂二州刺史，封保城縣侯。周炅年輕崇尚俠義，有將領才幹，大同年間任職通直散騎侍郎、朱衣直閤，到太清元年（547年）外任弋陽太守。侯景之亂期間，梁元帝承制改授他為西陽太守，封西陵縣伯；侯景派侄子侯思穆據守齊安，周炅率領勇兵打敗侯思穆，並處斬他，因功授持節、高州刺史。其時周炅佔據武昌、西陽兩郡，聚集民眾，兵力很強。侯景部下任約佔據樊山，他和寧州長史徐文盛攻擊任約，斬殺任約部將叱羅子通及趙迦婁等人。二人乘勝追擊，頻頻勝利，任約部隊全被消滅。承聖元年（552年），周炅遷官使持節、都督江定二州諸軍事、戎昭將軍、江州刺史，進爵為西陵縣侯，食邑五百戶。
陳霸先受禪建立南陳，王琳佔領上流，周炅據江州跟從王琳；之後王琳遣派部將曹慶等人攻打周迪，而命令他負責夾擊，最後敗給侯安都送到建康。陳蒨釋放周炅，授與戎威將軍、定州刺史，帶任西陽、武昌二郡太守。天嘉二年（561年），留異佔據東陽造反，陳文帝徵召他回京討伐，但尚未到達留異就已經被平定，他回到本鎮。天康元年（566年），因平定華皎功勞，周炅獲授員外散騎常侍；到太建元年（569年）遷轉為持節、龍驤將軍、通直散騎常侍。
太建五年（573年），朝廷進授周炅為使持節、西道都督安蘄江衡司定六州諸軍事、安州刺史，改封龍源縣侯，增食邑到一千戶，同年他跟隨都督吳明徹北伐，沿途所向披靡，一個月攻克十二座城。北齊遣派尚書左丞陸騫帶領二萬士兵從巴州、蘄州出發，和他相遇。周炅留下弱兵和軍資，設下疑陣讓陸騫上當，自己則帶領精兵，由小路包抄北齊軍，大敗陸騫並虜獲大量齊軍的器械馬驢；不久他攻下巴州，江北各城池及穀陽民眾都殺死武裝首領出降，進號和戎將軍、散騎常侍，增邑到一千五百戶，朝廷又下詔叫他入朝。當初，西梁蕭詧的定州刺史田龍升以城降陳朝，詔封振遠將軍、定州刺史，封赤亭王。周炅入朝，田龍升佔領江北六州七鎮叛入北齊，北齊派歷陽王高景安的軍隊和應；朝廷就任用他為江北道大都督統領眾軍征討田龍升。田龍升命令弋陽太守田龍琰帶著二萬名士兵於亭川佈陣，高景安則於水陵、陰山支援，田龍升又引渡另外的部隊駐紮山谷。周炅分配好軍隊，自己率令驍勇的部隊先擊敗田龍升，田龍琰就逃跑，最後被殺；而高景安遁走回北齊，江北地方被收復。他以功增食邑到二千戶，進號平北將軍，定州刺史，依然擔任持節、都督，賜女妓一部。太建八年（576年）他在任內去世，虛齡六十四，贈司州刺史，封武昌郡公，諡壯，兒子周法僧嗣爵，官至宣城太守。

## 引用
1. 1 2  《陳書·卷十三·列傳第七》：周炅字文昭，汝南安成人也。祖彊，齊太子舍人、梁州刺史。父靈起，梁通直散騎常侍、廬桂二州刺史，保城縣侯。炅少豪俠任氣，有將帥才。梁大同中為通直散騎侍郎、朱衣直閤。太清元年，出為弋陽太守。
2. 1 2  《南史·卷六十七·列傳五十七》：周炅字文昭，汝南安成人也。祖強，齊梁州刺史。父靈起，梁廬、桂二州刺史，保城縣侯。炅少豪俠任氣，有將帥才。梁太清元年，為弋陽太守。
3. ↑  《陳書·卷十三·列傳第七》：炅少豪俠任氣，有將帥才。梁大同中為通直散騎侍郎、朱衣直閤。太清元年，出為弋陽太守。侯景之亂，元帝承制改授西陽太守，封西陵縣伯。景遣兄子思穆據守齊安，炅率驍勇襲破思穆，擒斬之。以功授持節、高州刺史。是時炅據武昌、西陽二郡，招聚卒徒，甲兵甚盛。景將任約來據樊山，炅與寧州長史徐文盛擊約，斬其部將叱羅子通、趙迦婁等。因乘勝追之，頻克，約眾殆盡。承聖元年，遷使持節、都督江定二州諸軍事、戎昭將軍、江州刺史，進爵為侯，邑五百戶。
4. ↑  《南史·卷六十七·列傳五十七》：侯景之亂，元帝承制改授西陽太守，封西陵縣伯。以軍功累遷都督、江州刺史，進為侯。
5. ↑  《陳書·卷十三·列傳第七》：高祖踐祚，王琳擁據上流，炅以州從之。及王琳遣其將曹慶等攻周迪，仍使炅將兵掎角而進，為侯安都所敗，擒炅送都。世祖釋炅，授戎威將軍、定州刺史，帶西陽、武昌二郡太守。天嘉二年，留異據東陽反，世祖召炅還都，欲令討異。未至而異平，炅還本鎮。天康元年，預平華皎之功，授員外散騎常侍。太建元年，遷持節、龍驤將軍、通直散騎常侍。
6. ↑  《南史·卷六十七·列傳五十七》：陳武帝踐阼，王琳擁據上流，炅以州從之。後為侯安都所禽，送都。文帝釋之，授定州刺史，帶西陽、武昌二郡太守。
7. ↑  《陳書·卷十三·列傳第七》：五年，進授使持節、西道都督安蘄江衡司定六州諸軍事、安州刺史，改封龍源縣侯，增邑并前一千戶。其年隨都督吳明徹北討，所向克捷，一月之中，獲十二城。齊遣尚書左丞陸騫以眾二萬出自巴、蘄，與炅相遇。炅留羸弱輜重，設疑兵以當之，身率精銳，由間道邀其後，大敗騫軍，虜獲器械馬驢，不可勝數。進攻巴州，克之。於是江北諸城及穀陽士民，並誅渠帥以城降。進號和戎將軍、散騎常侍，增邑并前一千五百戶。仍敕追炅入朝。
8. ↑  《南史·卷六十七·列傳五十七》：太建五年，為都督、安州刺史，改封龍源縣侯。其年，隨都督吳明徹北討，所向克捷，一月之中，獲十二城。敗齊尚書左丞陸騫軍。進攻巴州，克之。於是江北諸城及谷陽土人，並誅其渠帥以城降。進號和戎將軍。仍敕追炅入朝。
9. ↑  《陳書·卷十三·列傳第七》：初，蕭詧定州刺史田龍升以城降，詔以為振遠將軍、定州刺史，封赤亭王。及炅入朝，龍升以江北六州七鎮叛入于齊，齊遣歷陽王高景安帥師應之。於是令炅為江北道大都督，總統眾軍，以討龍升。龍升使弋陽太守田龍琰率眾二萬陣於亭川，高景安於水陵、陰山為其聲援，龍升引軍別營山谷。炅乃分兵各當其軍，身率驍勇先擊龍升，龍升大敗，龍琰望塵而奔，並追斬之，高景安遁走，盡復江北之地。以功增邑并前二千戶，進號平北將軍，定州刺史，持節、都督如故，仍賜女妓一部。太建八年卒官，時年六十四。贈司州刺史，封武昌郡公，諡曰壯。子法僧嗣，官至宣城太守。
10. ↑  《南史·卷六十七·列傳五十七》：後梁定州刺史田龍升以城降，詔以為定州刺史，封赤亭王。及炅入朝，龍升以江北六州七鎮叛入于齊，齊遣曆陽王高景安應之。於是令炅為江北道大都督，總統眾軍以討龍升，斬之，盡復江北之地。進號平北將軍。卒于官，贈司州刺史，改封武昌郡公，諡曰壯。

## 延伸阅读
[在维基数据编辑]
 《陳書·卷13》，出自姚思廉《陳書》
 《南史·卷67》，出自李延壽《南史》